# Stanley Elkins
Stanley Maurice Elkins (27 avril 1925 à Boston, Massachusetts – 16 septembre 2013 à Leeds, Massachusetts) est un historien américain, surtout connu pour sa comparaison unique et controversée de l'Esclavage aux États-Unis aux camps de concentration nazis, et pour ses collaborations (dans un livre et de nombreux articles) avec Eric McKitrick concernant les débuts de la République américaine. Ils écrivent ensemble The Age of Federalism, sur l'histoire des pères fondateurs de l'Amérique.

## Carrière
Elkins est né à Boston de Frank et Frances Elkins (née Reiner). Il fréquente le Boston English High School et s'enrôle dans l'armée américaine en 1943, servant dans le 362e régiment d'infanterie, combattant en France et en Italie pendant la Seconde Guerre mondiale. Il sert d'abord comme éclaireur, puis comme garde de transport de prisonniers (des prisonniers de guerre allemands). Après la guerre, il épouse Dorothy Adele Lamken et fréquente l'Université Harvard avec le G.I. Bill (AB 1949), suivi de l'Université Columbia pour des études supérieures en histoire américaine (MA 1951, Ph.D. 1958), où il étudie sous la direction de Richard Hofstadter. Lui et son camarade Eric McKitrick sont nommés professeurs adjoints d'histoire à l'Université de Chicago, où ils enseignent de 1955 à 1960. En 1960, il rejoint la faculté du Smith College, où il est nommé professeur émérite d'histoire Sydenham Clark Parsons de 1969 jusqu'à sa mort en 2013.

## Slavery: A Problem in American Institutional and Intellectual Life
Basé sur la thèse de doctorat d'Elkins à l'Université Columbia, ce travail est novateur et extrêmement influent lors de sa première publication, bien qu'il soit largement dépassé aujourd'hui. Dans ce document, Elkins fait deux déclarations majeures et controversées, la première étant que les abolitionnistes américains ont réduit leur efficacité en insistant sur la cohérence et la pureté idéologiques et en refusant de faire des compromis avec le système esclavagiste. Il fait valoir que les abolitionnistes britanniques étaient plus pragmatiques et donc plus efficaces, leur permettant d’abolir l’esclavage sans guerre.
Il compare aussi l'esclavage en Amérique du Nord avec celui de l'Amérique espagnole, suggérant qu'il est plus important de se concentrer sur les structures régissant l'institution plutôt que sur ses conditions. En Amérique du Nord, les esclaves sont privés de tout droit légal, notamment de la possibilité de se marier ou de fonder une famille, d’être protégés contre la violence, de posséder des biens ou de faire un testament. À l'exception du Maryland et du Kentucky, les États esclavagistes ont même adopté des lois interdisant à quiconque d'apprendre à lire et à écrire aux esclaves ou de leur permettre de posséder des livres. La suppression des droits personnels et la dépendance totale à l'égard de leurs propriétaires ont abouti à ce qu'Elkins a appelé « l'esclavage des biens meubles », qu'il oppose au système en vigueur en Amérique espagnole. Même si les conditions pouvaient être tout aussi dures, les esclaves disposaient généralement de divers droits légaux, notamment la possibilité de recourir au système judiciaire, d'acheter leur liberté ou de sous-traiter leur travail à d'autres.
De plus, l'esclavage en Amérique du Nord était presque exclusivement une expérience noire, tandis qu'en Amérique espagnole, il commençait comme un « malheur » qui pouvait arriver à quiconque s'endettait. En conséquence, « l’esclavage mobilier » a un impact durable sur la façon dont les Noirs américains se perçoivent eux-mêmes et sur la façon dont ils sont perçus par la société dans son ensemble. Des recherches menées par Bruno Bettelheim et d'autres sur les détenus des camps de concentration nazis pendant la Seconde Guerre mondiale montrent que leur environnement totalitaire détruisait systématiquement la capacité des détenus à résister, à planifier ou à nouer des relations positives les uns avec les autres. Elkins suggère que l'esclavage d'avant la guerre civile était un environnement similaire, des opinions qui ont été influentes à la fin des années 1960, lorsque des personnalités politiques comme Daniel Patrick Moynihan ont soutenu des programmes d'action positive comme moyen de contrecarrer l'impact à long terme de l'esclavage sur la culture noire.
Ses arguments ont depuis été fortement critiqués, notamment pour son utilisation de l'insulte raciale « Sambo » pour décrire l'état prétendument « infantilisé » dans lequel les Noirs américains ont été réduits en esclavage. En outre, les critiques soulignent qu’Elkins n’a fourni aucune donnée ni méthodologie pour sa comparaison entre les victimes des camps de concentration de la Seconde Guerre mondiale, en grande partie des Européens blancs, et des Américains noirs. Initialement saluée par la communauté noire comme une contribution importante et positive, cette comparaison est ensuite considérée comme offensante par les descendants des deux groupes. Enfin, on suggère que sa critique des abolitionnistes américains ignore la réalité de la société dans laquelle ils opéraient, puisque toute tentative de réforme partielle était bloquée,.

## The Age of Federalism
The Age of Federalism: The Early Republic, 1788-1800, co-écrit par Elkins et Eric McKitrick, est décrit comme un « livre éblouissant », présentant un « portrait à la plume élégant et pénétrant de Hamilton ». The Age of Federalism remporte le prix Bancroft. Le livre explore l'histoire du parti fédéraliste, discute des relations entre les principaux acteurs, parmi lesquels Thomas Jefferson, John Jay et Alexander Hamilton, et analyse les administrations de George Washington et John Adams.

## Publications
- Stanley M. Elkins, Slavery: A Problem in American Institutional and Intellectual Life, University of Chicago Press, 1976 (ISBN 978-0-226-20477-2, lire en ligne ) (1959, 1963, 1976 editions) reviews
- Stanley M. Elkins et Eric L. McKitrick, The Age of Federalism: The Early American Republic, 1788–1800, Oxford University Press, 1993 (ISBN 978-0-19-506890-0, lire en ligne) [7]
- Cecelia Kenyon, Men of Little Faith: Selected Writings of Cecelia Kenyon, University of Massachusetts Press, 2003 (ISBN 978-1-55849-347-6, lire en ligne)